# 216
Правління Каракалли в Римській імперії. У Китаї триває криза династії Хань, найбільшою державою на території Індії є Кушанська імперія, у Персії доживає останні роки Парфянське царство.
На території лісостепової України Черняхівська культура. У Північному Причорномор'ї готи й сармати.

## Події
- Завершилося спорудження термів Каракалли в Римі.
- Каракалла здійснює похід проти Парфії, анексує Вірменію.
- Серед легіонерів шириться культ містерії Мітри.